# Skjernøy
57°59′19.723″N 7°31′27.340″Ø / 57.98881194°N 7.52426111°Ø
Skjernøy er Norges sydligst beboede ø. Den ligger i Mandal kommune og er forbundet med fastlandet ved en smal bro, Skjernøysundbroen som ble bygget i 1964. Øen har omkring 390 indbyggere og er den største i kommunen (5,65 kvadratkilometer). Befolkningen fordeler sig på flere bebyggelser: Dyrstad, Skjernøysund, Valvik, Farestad og Rossnes.  For at komme fra Farestad til Rossnes må man over en hængebro som er 110 meter lang og 80 cm bred. På Farestad ligger Skjernøy kapel og den gamle Skjernøy skole, som er ombygget til beboerhus. 
På en holm ud for Skjernøy ligger Ryvingen fyr. Området på og omkring Skjernøy er kendt for rigt fugleliv. I 2003 blev der også rapporteret at en ulv havde besøgt øen.
Fylkesvej 230 forbinder Skjernøy med fastlandet med bro over Skjernøysund (også skrevet Skjernesund).
Helt frem til første halvdel af 1700-tallet hed øen «Mølø».[kilde mangler] Det antages at sundet har givet navn til Skjernøy, og ikke øen som har givet sundet navn.